# Homaloptera leonardi
Homaloptera leonardi är en fiskart som beskrevs av Hora, 1941. Homaloptera leonardi ingår i släktet Homaloptera och familjen grönlingsfiskar. IUCN kategoriserar arten globalt som livskraftig. Inga underarter finns listade i Catalogue of Life.